# Damallsvenskan 2009
La Damallsvenskan 2009 è stata la 22ª edizione della massima divisione del campionato svedese femminile di calcio. Il campionato è iniziato il 25 marzo 2009 e si è conclusa il 7 novembre 2009. Il Linköping ha vinto il campionato per la prima volta nella sua storia sportiva.

## Stagione

### Novità
Dalla Damallsvenskan 2008 sono stati retrocessi in Elitettan il Bälinge e l'Umeå Södra. Dall'Elitettan sono stati promossi il Piteå IF e lo Stattena IF.

### Formato
Le 12 squadre si affrontano in un girone all'italiana con partite di andata e ritorno, per un totale di 22 giornate. La squadra prima classificata è campione di Svezia, mentre le ultime due classificate retrocedono in Elitettan. Le prime due classificate sono ammesse alla UEFA Women's Champions League 2010-2011.

## Squadre partecipanti
| Club                 | Città        | Stadio                    | Stagione 2016               |
| -------------------- | ------------ | ------------------------- | --------------------------- |
| AIK                  | Solna        | Skytteholms Idrottsplats  | 4º posto in Damallsvenskan  |
| Djurgården           | Stoccolma    | Stadio Olimpico           | 5º posto in Damallsvenskan  |
| Hammarby             | Stoccolma    | Zinkensdamms Idrottsplats | 8º posto in Damallsvenskan  |
| KIF Örebro           | Örebro       | Behrn Arena               | 7º posto in Damallsvenskan  |
| Kopparbergs/Göteborg | Göteborg     | Valhalla Idrottsplats     | 6º posto in Damallsvenskan  |
| Kristianstads DFF    | Kristianstad | Vilans Idrottsplats       | 9º posto in Damallsvenskan  |
| LdB Malmö            | Malmö        | Malmö Idrottsplats        | 3º posto in Damallsvenskan  |
| Linköping            | Linköping    | Linköping Arena           | 2º posto in Damallsvenskan  |
| Piteå IF             | Piteå        | LF Arena                  | 2º posto in Elitettan       |
| Stattena IF          | Helsingborg  | Olympiafältet             | 1º posto in Elitettan       |
| Sunnanå SK           | Skellefteå   | Norrvalla Idrottsplats    | 10º posto in Damallsvenskan |
| Umeå IK              | Umeå         | Gammliavallen             | Campione di Svezia          |

## Classifica finale
Fonte: sito ufficiale.
|  | Pos. | Squadra              | Pt | G  | V  | N | P  | GF | GS | DR  |
|  | ---- | -------------------- | -- | -- | -- | - | -- | -- | -- | --- |
|  | 1.   | Linköping            | 49 | 22 | 15 | 4 | 3  | 45 | 11 | +34 |
|  | 2.   | Umeå IK              | 48 | 22 | 15 | 3 | 4  | 53 | 22 | +31 |
|  | 3.   | LdB Malmö            | 45 | 22 | 14 | 3 | 5  | 60 | 16 | +44 |
|  | 4.   | Kopparbergs/Göteborg | 45 | 22 | 14 | 3 | 5  | 46 | 21 | +25 |
|  | 5.   | KIF Örebro           | 42 | 22 | 13 | 3 | 6  | 34 | 25 | +9  |
|  | 6.   | Djurgården           | 41 | 22 | 13 | 2 | 7  | 53 | 29 | +24 |
|  | 7.   | Sunnanå SK           | 32 | 22 | 10 | 2 | 10 | 28 | 27 | +1  |
|  | 8.   | AIK                  | 24 | 22 | 7  | 3 | 12 | 29 | 38 | −9  |
|  | 9.   | Hammarby             | 21 | 22 | 6  | 3 | 13 | 29 | 38 | −9  |
|  | 10.  | Kristianstads DFF    | 18 | 22 | 6  | 0 | 16 | 32 | 61 | −29 |
|  | 11.  | Piteå IF             | 9  | 22 | 2  | 3 | 17 | 16 | 59 | −43 |
|  | 12.  | Stattena IF          | 6  | 22 | 1  | 3 | 18 | 14 | 92 | −78 |

Legenda:
      Campione di Svezia e ammessa alla UEFA Women's Champions League 2010-2011.
      Ammessa alla UEFA Women's Champions League 2010-2011.
      Retrocesse in Elitettan.
Note:
Tre punti a vittoria, uno a pareggio, zero a sconfitta.

## Risultati

### Tabellone
|              | AIK  | Dju  | Ham  | KIF  | KGö  | Kri  | LdB  | Lin  | Pit  | Sta  | Sun  | Ume  |
| ------------ | ---- | ---- | ---- | ---- | ---- | ---- | ---- | ---- | ---- | ---- | ---- | ---- |
| AIK          | ---- | 2-4  | 1-1  | 0-2  | 0-1  | 2-1  | 1-2  | 1-2  | 3-1  | 1-1  | 1-2  | 0-2  |
| Djurgården   | 2-3  | ---- | 5-2  | 2-0  | 1-0  | 4-0  | 0-3  | 0-1  | 4-0  | 6-0  | 2-0  | 2-5  |
| Hammarby     | 2-0  | 0-1  | ---- | 0-2  | 1-4  | 3-1  | 0-1  | 0-3  | 2-2  | 4-1  | 0-1  | 4-1  |
| KIF Örebro   | 1-0  | 2-2  | 2-1  | ---- | 0-0  | 3-1  | 2-1  | 2-0  | 1-0  | 7-1  | 1-0  | 0-1  |
| K. Göteborg  | 3-4  | 3-1  | 1-1  | 4-0  | ---- | 2-1  | 2-1  | 0-1  | 7-0  | 2-0  | 1-0  | 1-0  |
| Kristianstad | 3-2  | 2-3  | 3-1  | 2-3  | 0-3  | ---- | 2-7  | 1-2  | 2-0  | 4-0  | 3-2  | 0-1  |
| LdB Malmö    | 2-0  | 4-0  | 2-1  | 1-1  | 4-0  | 6-0  | ---- | 0-0  | 7-0  | 8-0  | 0-4  | 1-2  |
| Linköping    | 5-0  | 2-0  | 1-0  | 4-0  | 0-1  | 2-0  | 0-0  | ---- | 5-1  | 2-2  | 0-0  | 4-0  |
| Piteå        | 0-1  | 0-2  | 0-2  | 2-1  | 1-2  | 3-0  | 0-2  | 0-4  | ---- | 1-2  | 0-2  | 1-1  |
| Stattena     | 0-4  | 0-7  | 1-2  | 0-2  | 0-8  | 2-5  | 0-7  | 1-3  | 2-2  | ---- | 0-5  | 1-3  |
| Sunnanå      | 0-2  | 0-5  | 1-0  | 1-2  | 0-0  | 2-1  | 0-1  | 0-3  | 2-1  | 4-0  | ---- | 0-3  |
| Umeå IK      | 1-1  | 0-0  | 4-2  | 2-0  | 5-1  | 8-0  | 1-0  | 2-1  | 5-1  | 5-0  | 1-2  | ---- |

## Statistiche

### Classifica marcatrici
Fonte: sito ufficiale.
| Gol |  |  | Giocatore           | Squadra     |
| --- |  |  | ------------------- | ----------- |
| 22  |  |  | Linnea Liljegärd    | K. Göteborg |
| 14  |  |  | Ramona Bachmann     | Umeå IK     |
| 14  |  |  | Victoria Svensson   | Djurgården  |
| 12  |  |  | Nazanin Vaseghpanah | Hammarby    |
| 12  |  |  | Kosovare Asllani    | Linköping   |
| 12  |  |  | Jessica Landström   | Linköping   |
| 11  |  |  | Sara Lindén         | K. Göteborg |
| 10  |  |  | Frida Nordin        | LdB Malmö   |
| 10  |  |  | Madelaine Edlund    | Umeå IK     |
| 10  |  |  | Manon Melis         | LdB Malmö   |